# 戈羅姆戈羅姆
戈羅姆戈羅姆（法語：Gorom-Gorom）是非洲国家布基纳法索的一座城市，也是烏達蘭省的首府，亦属于萨赫勒大区管辖。

## 外部連結
- 维基导游上有關Gorom-Gorom的旅行指南
- Gorom-Gorom, Under the Acacias